# Cyperus subcastaneus
Cyperus subcastaneus är en halvgräsart som beskrevs av David Alan Simpson. Cyperus subcastaneus ingår i släktet papyrusar, och familjen halvgräs.

## Underarter
Arten delas in i följande underarter:
- C. s. graomogolii
- C. s. subcastaneus